# 鳥取県道245号両三柳後藤停車場線
鳥取県道245号両三柳後藤停車場線（とっとりけんどう245ごう りょうみつやなぎごとうていしゃじょうせん）は、鳥取県米子市を通る一般県道である。

## 概要
米子市両三柳から米子市米原に至る。

### 路線データ
- 起点：鳥取県米子市両三柳（卸団地入口交差点、国道431号・鳥取県道300号米子環状線交点）
- 終点：鳥取県米子市米原（JR西日本境線 後藤駅西口）
- 総延長：2.7 km

## 路線状況

### 重複区間
- 鳥取県道157号米子港線（米子市錦町3丁目・錦町3丁目交差点 - 米子市錦町3丁目・後藤駅入口交差点）

## 地理

### 通過する自治体
- 鳥取県
  - 米子市

### 交差する道路
| 交差する道路                       | 交差する場所 | 交差する場所            |
| ---------------------------------- | ------------ | ----------------------- |
| 国道431号 鳥取県道300号米子環状線  | 両三柳       | 卸団地入口交差点 / 起点 |
| 鳥取県道208号東福原樋口線          | 両三柳       | 卸団地南入口交差点      |
| 鳥取県道317号両三柳西福原線        | 米原7丁目    | 米原交差点              |
| 鳥取県道502号米子境港自転車道線    | 米原2丁目    |                         |
| 鳥取県道157号米子港線 重複区間起点 | 錦町3丁目    | 錦町3丁目交差点         |
| 鳥取県道157号米子港線 重複区間終点 | 錦町3丁目    | 後藤駅入口交差点        |

### 交差する鉄道
- 境線

### 沿線
- JR西日本境線 後藤駅